# Belodontichthys truncatus
Belodontichthys truncatus е вид лъчеперка от семейство Siluridae. Видът не е застрашен от изчезване.

## Разпространение
Разпространен е във Виетнам, Камбоджа, Лаос и Тайланд.

## Описание
На дължина достигат до 60 cm.
Популацията на вида е стабилна.